# Tatort: Die Ferien des Monsieur Murot
Die Ferien des Monsieur Murot ist ein Fernsehfilm aus der Krimireihe Tatort. Der vom Hessischen Rundfunk produzierte Beitrag ist die 1145. Tatort-Episode und wurde am 22. November 2020 im Ersten erstgesendet. Der Wiesbadener Hauptkommissar Felix Murot ermittelt in seinem neunten Fall.

## Handlung
Felix Murot trifft in seinen Ferien den Gebrauchtwagenhändler Walter Boenfeld, der ihm so ähnlich sieht, dass die beiden von einer Bedienung in einem Gartenrestaurant verwechselt werden. Boenfeld lädt Murot zu sich nach Hause ein, wo beide ihre Bekanntschaft ausgiebig feiern. Nach einem Abend mit viel Alkohol wird Walter Boenfeld am nächsten Morgen überfahren auf einer Landstraße aufgefunden. Die Polizei und das LKA halten die Leiche für Murot, da Boenfeld Murots Sakko trug und dessen persönliche Dokumente mit sich führte.
Murot wacht auf der Hollywoodschaukel in Boenfelds Garten auf. Im Haus trifft er auf Boenfelds Ehefrau Monika, die vom Klavierspiel aufschreckt, als Murot den Raum betritt. Noch etwas benommen von der letzten Nacht erkundet Murot sein Umfeld und gelangt so auch zum Unfallort auf der Landstraße. Als er sieht, dass Boenfeld in seiner Kleidung überfahren worden ist, beschließt er, dessen Identität anzunehmen. So hofft er, als Doppelgänger den angeblichen Unfall aufklären zu können, denn Boenfeld hatte ihm berichtet, er sei davon überzeugt, dass seine Frau ihn ermorden wolle.
Murots Assistentin Magda Wächter will sich nicht so einfach mit dem Tod ihres Chefs abfinden. Sie stellt auf eigene Faust Ermittlungen an und entdeckt einige Auffälligkeiten. Auf „seiner eigenen Beerdigung“ offenbart sich ihr dann zu ihrer großen Überraschung der lebende Murot. Sehr zu ihrem Missfallen ermittelt Murot weiter undercover als scheinbarer Ehemann und Chef der Autofirma Boenfeld.
Boenfelds Frau verliebt sich neu in ihren Ehemann, da dieser nun rücksichtsvoller und verletzlicher scheint. Murot erwidert zögerlich die Gefühle. Unbeirrt spielt er weiter die Rolle von Walter Boenfeld und trifft auf das Nachbarehepaar Lessing. Peter Lessing hatte hohe Schulden bei Boenfeld und musste ihm auf dessen Druck hin sein Haus überschreiben. Birgit Lessing hatte wiederum eine Affäre mit Walter Boenfeld. Als Psychiaterin hat sie Monika Boenfeld zudem offensichtlich falsche Medikamente verschrieben, um die Situation in der Ehe zu ihrem Vorteil eskalieren zu lassen.
Murot erfährt, dass Robert Blaske, ein Mitarbeiter, den Wagen des toten Walter Boenfeld auf Wunsch von dessen Frau abgeholt hat, da dieser angeblich einen Motorschaden hatte. In der Garage findet Murot aber Glassplitter und vermutet, dass Monika Boenfeld ihren Mann überfahren und getötet hat. Das Auto, das ihm von einem Mitarbeiter als der Wagen von Walter Boenfeld ausgehändigt wird, weist aber keine entsprechenden Beschädigungen auf. Blaske, der offensichtlich weiß, dass Monika Boenfeld ihren Ehemann überfahren hat, will sie daher erpressen und fordert Geld von ihr. Am nächsten Tag stirbt er in seinem Büro, nachdem er aus einem Flachmann getrunken hat. Murot, der Zeuge des Todes wurde, vermutet sogleich, dass der Mitarbeiter vergiftet wurde, da Walter Boenfeld ihm erzählt hatte, dass seine Frau ihn mit Pflanzengift umbringen wolle. Murot findet im Büro des Mitarbeiters einen Wagenschlüssel mit einem Schlüssel zur Tiefgarage des Autohauses. Dort entdeckt er den echten beschädigten Wagen des getöteten Walter Boenfeld.
Murot fährt zu Monika Boenfeld und ist mittels eines Abhörgerätes mit seiner Assistentin verbunden. Monika Boenfeld hat ein gemeinsames Abendessen vorbereitet und sagt Murot, dass sie wisse, dass er nicht ihr Ehemann sei, aber hoffe, dass Murot gemeinsam mit ihr ein neues Leben anfangen werde. Sie gesteht verzweifelt die Morde an ihrem Ehemann und an Robert Blaske. Murot fällt es augenscheinlich sehr schwer, die Frau festzunehmen.
Als es an der Haustür klingelt, steht Murot leise auf und öffnet die Tür. Dann treten Polizisten ein und nehmen Monika Boenfeld fest.

## Hintergrund
Der Film wurde vom 1. Mai 2019 bis zum 14. Juni 2019 in Frankfurt am Main gedreht. Als Drehort für das Hotel, in dem Murot übernachtet, diente der Rettershof in Kelkheim. Die Inszenierung des Mordes auf der Landstraße sowie die Dorfszenen wurden in Kröftel aufgenommen. Die Friedhofszene, in der Murot seine eigene Beerdigung beobachtet, entstand am Frankfurter Hauptfriedhof und die Kirchenszene in der dortigen Trauerhalle im Neuen Portal. Ende Oktober 2020 wurde er bei den 42. Biberacher Filmfestspielen gezeigt.
Der Film spielt auf unterschiedliche Weise auf den Film Die Ferien des Monsieur Hulot von Jacques Tati an. So erinnern neben Ähnlichkeiten hinsichtlich des Titels und des Filmplakats auch vereinzelte Handlungselemente, darunter das Tennisspiel und der Besuch des Hotels, an diese Komödie.
Murot fährt einen hellblauen NSU Ro 80 mit dem Kennzeichen WI-UT 81 H.

## Rezeption

### Kritiken
„Der HR hat zur Tatort-Reihe einen weiteren echten Klassiker beigesteuert. Es ist möglich, ihn mit Gewinn sofort wieder anzusehen.“

„‚Die Ferien des Monsieur Murot‘ (Hessischer Rundfunk) ist kein gewöhnlicher und vor allem kein realistisch anmutender Ermittlungskrimi, sondern ein existentielles Gedankenspiel mit Mord, etwas Romantik und einem Murot-Doppelgänger. Ohne Vorwarnung wird aus dem überzeugten Junggesellen ein Ehemann, der sich ohne jede Übung in einer Beziehung wiederfindet, die die Hölle ist. Die Hölle ist aber auch das gutbürgerliche Umfeld, in dem der LKA-Mann undercover ermittelt. Der neue Murot-‚Tatort‘ besticht durch seine nuancierten Tonlagenwechsel. Dabei ist es einmal mehr die von Ulrich Tukur so charismatisch und vielschichtig gespielte Hauptfigur, die das einfallsreiche Scenario mit seiner absurden Prämisse und den wilden Wendungen zusammenhält. Das Ganze ist munter, grotesk und sehr abwechslungsreich; sein filmhistorisches Versprechen löst der Film allerdings nicht ein.“

### Einschaltquote
Die Erstausstrahlung von Die Ferien des Monsieur Murot am 22. November 2020 wurde in Deutschland von 8,27 Millionen Zuschauern gesehen und erreichte einen Marktanteil von 22,7 Prozent für Das Erste.